# Reator de leito de esferas
Um reactor de leito de esferas, ou PBR (do acrónimo inglês Pebble bed reactor), é um reactor nuclear moderado a grafite e arrefecido a gás. É um tipo de reactor a gás de alta temperatura (HTGR), uma das seis classes de reactores nucleares de quarta geração.